# Нижние Орешники
Ни́жние Оре́шники (до 1948 года Ни́жние Фундуклы́; укр. Нижні Орішники, крымскотат. Aşağı Fındıqlı, Ашагъы Фындыкълы) — село в Белогорском районе Республики Крым, входит в состав Зуйского сельского поселения (согласно административно-территориальному делению Украины — Зуйского поселкового совета Автономной Республики Крым).

## Население
| 2001 | 2014 |
| ---- | ---- |
| 596  | ↘581 |

Всеукраинская перепись 2001 года показала следующее распределение по носителям языка
| Язык             | Процент |
| ---------------- | ------- |
| русский          | 51.01   |
| крымскотатарский | 45.13   |
| украинский       | 3.36    |

### Динамика численности
| - 1915 год — 37/49 чел. - 1926 год — 88 чел. - 1989 год — 126 чел. | - 2001 год — 596 чел. - 2009 год — 580 чел. - 2014 год — 581 чел. |

## Современное состояние
На 2017 год в Нижних Орешниках числится 3 улицы и 1 переулок; на 2009 год, по данным поссовета, село занимало площадь 72,1 гектара на которой, в 176 дворах, проживало 580 человек.

## География
Нижние Орешники находятся на западе района, у границы с Симферопольским районом. Село расположено в пределах Внутренней гряды Крымских гор, у впадения реки Фундуклы в Зую, высота центра села над уровнем моря — 279 м. Соседние сёла: примыкающая с востока Зуя, Верхние Орешники в 1,7 километра на выше по долине и Литвиненково — в 1,6 км ниже.
Расстояние до райцентра — около 26 километров (по шоссе), до ближайшей железнодорожной станции Симферополь примерно 20 километров. Транспортное сообщение осуществляется по региональной автодороге 35Н-090 Зуя — Барабановка (по украинской классификации — С-0-10314).

## История
Существовали ли изначально две современные части селения, по доступным историческим документам установить пока не удалось. Первое документальное упоминание встречается в Камеральном Описании Крыма… 1784 года, судя по которому, в последний период Крымского ханства Фундуклы входили в Салгирский кадылык Акмечетского каймаканства. После присоединения Крыма к России (8) 19 апреля 1783 года, (8) 19 февраля 1784 года, именным указом Екатерины II сенату, на территории бывшего Крымского Ханства была образована Таврическая область и деревня была приписана к Симферопольскому уезду. После Павловских реформ, с 1796 по 1802 год, входила в Акмечетский уезд Новороссийской губернии. По новому административному делению, после создания 8 (20) октября 1802 года Таврической губернии, Фундуклы были включены в состав Аргинской волости Симферопольского уезда.
По Ведомости о всех селениях в Симферопольском уезде состоящих с показанием в которой волости сколько числом дворов и душ… от 9 октября 1805 года, в одной деревне Фундуклы числилось 23 двора, 110 крымских татар и 4 цыган. Ещё в начале XIX века французский иммигрант аббат Лоран Мило получил землю (имение) в деревне. Построив себе дом, аббат сделал при нём часовню, ставшую первой католической церковью в Крыму. На военно-топографической карте генерал-майора Мухина 1817 года опять одна деревня Фундуклы обозначена с 12 дворами. После реформы волостного деления 1829 года Фундуклы, согласно «Ведомости о казённых волостях Таврической губернии 1829 года», остался в составе преобразованной Аргинской волости. На карте 1836 года впервые, на месте Нижних Орешников, обозначена отдельно деревня Фундуклы с 18 дворами, а на карте 1842 года деревня Фундуклы обозначена условным знаком «малая деревня», то есть, менее 5 дворов.
В 1860-х годах, после земской реформы Александра II, деревню приписали к Зуйской волости. В «Списке населённых мест Таврической губернии по сведениям 1864 года», составленном по результатам VIII ревизии 1864 года, числятся Фондукли — владельческая татарская деревня с 6 дворами и 22 жителями при речке Фондукли' (на трёхверстовой карте Шуберта 1865—1876 года в деревне Фундуклы обозначено 4 двора). В «Памятной книге Таврической губернии 1889 года» Фундуклы не числятся. Осталось французское имение (имения и хутора в «Памятной книге» не отмечали), в котором жили многочисленные родственники аббата (Милло умер в 1837 году).
После земской реформы 1890 года деревня осталась в составе обновлённой Зуйской волости. Хотя, согласно энциклопедическому словарю «Немцы России», Фундуклы Нижние, или Немецкие, были основаны колонистами—лютеранами в 1910 году на полученных от правительства 350 десятинах земли, на верстовой карте 1890 года в деревне уже обозначено 3 двора с немецко-русским населением. По Статистическому справочнику Таврической губернии. Ч.II-я. Статистический очерк, выпуск шестой Симферопольский уезд, 1915 год, на хуторе Фундуклы-Немецкие Зуйской волости Симферопольского уезда числилось 8 дворов с немецким населением в количестве 37 человек приписных жителей и 49 — «посторонних», из которых 34 мужчины и 54 женщины. Жители владели 630 десятинами удобной земли. В хозяйствах имелось 42 лошади, 60 волов, 15 коров и 53 головы мелкого скота.
После установления в Крыму Советской власти, по постановлению Крымревкома от 8 января 1921 года была упразднена волостная система и село включили в состав вновь созданного Подгородне-Петровского района Симферопольского уезда, а в 1922 году уезды получили название округов. 11 октября 1923 года, согласно постановлению ВЦИК, в административное деление Крымской АССР были внесены изменения, в результате которых был ликвидирован Подгородне-Петровский район и образован Симферопольский и село включили в его состав. Согласно Списку населённых пунктов Крымской АССР по Всесоюзной переписи 17 декабря 1926 года, в селе Фундуклы Нижние (немецкие), в составе Зуйского сельсовета (в котором село состоит всю дальнейшую историю) Симферопольского района, числилось 20 дворов, из них 19 крестьянских, население составляло 88 человек, из них 62 немца, 18 русских, 6 армян, 1 болгарин, 1 записан в графе «прочие». Постановлением ВЦИК от 10 июня 1937 года был образован новый, Зуйский район, в который вошло село. Вскоре после начала Великой Отечественной войны, 18 августа 1941 года крымские немцы были выселены, сначала в Ставропольский край, а затем в Сибирь и северный Казахстан. В период оккупации Крыма, 13 и 14 декабря 1943 года, в ходе операций «7-го отдела главнокомандования» 17 армии вермахта против партизанских формирований, была проведена операция по заготовке продуктов с массированным применением военной силы, в результате которой в селе Нижние Фундуклы была произведена тотальная реквизиция продуктов. Селение, как в других подобных случаях, сожжено не было, судьба жителей пока неизвестна.
В 1944 году, после освобождения Крыма от фашистов, 12 августа 1944 года было принято постановление № ГОКО-6372с «О переселении колхозников в районы Крыма» и в сентябре 1944 года в район приехали первые новоселы (212 семей) из Ростовской, Киевской и Тамбовской областей, а в начале 1950-х годов последовала вторая волна переселенцев из различных областей Украины. С 25 июня 1946 года Нижние Фундуклы в составе Крымской области РСФСР. Указом Президиума Верховного Совета РСФСР, от 18 мая 1948 года, Нижние Фундуклы были переименованы в Нижние Орешники. 26 апреля 1954 года Крымская область была передана из состава РСФСР в состав УССР. После ликвидации в 1959 году Зуйского района, село включили в состав Симферопольского. Указом Президиума Верховного Совета УССР «Об укрупнении сельских районов Крымской области», от 30 декабря 1962 года Симферопольский район был упразднён и село присоединили к Белогорскому. По данным переписи 1989 года в селе проживало 126 человек. С 12 февраля 1991 года село в восстановленной Крымской АССР, 26 февраля 1992 года переименованной в Автономную Республику Крым. С 21 марта 2014 года в составе Крыма аннексировано Россией.